# Bysantinsk konst

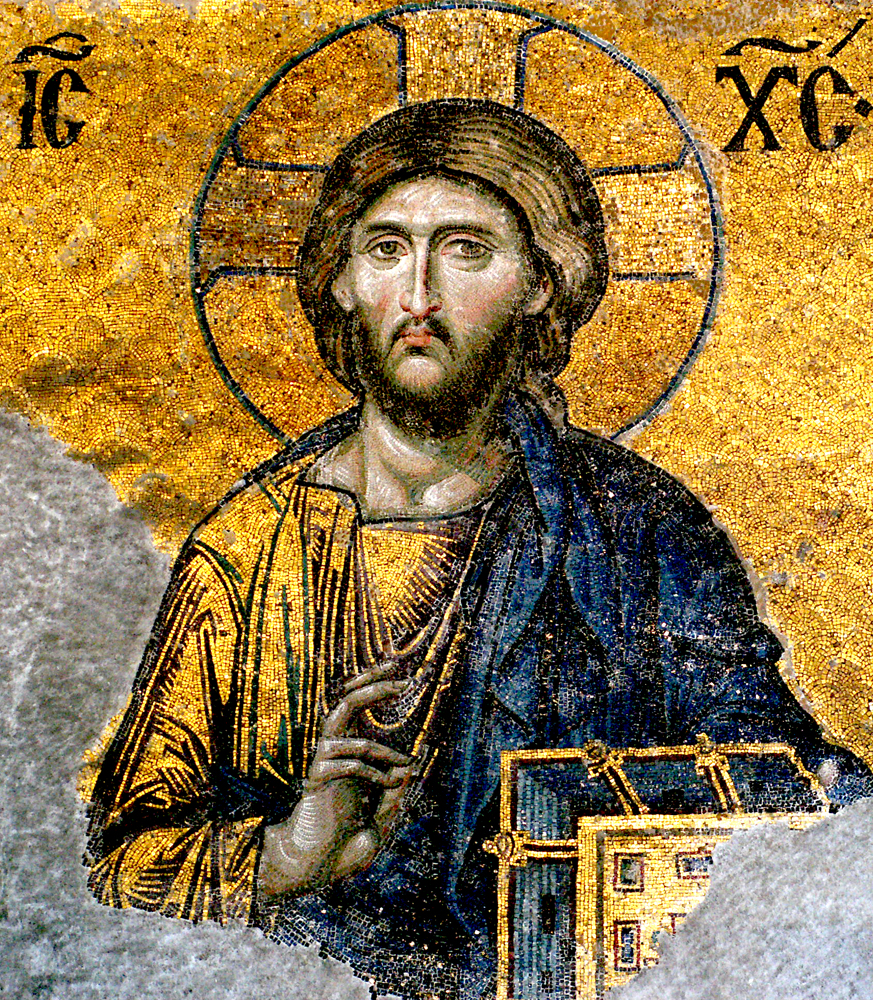
Jesus är den mest berömda av de kvarvarande mosaikerna i Hagia Sofia i Istanbul (tidigare Konstantinopel), Turkiet. I det södra galleriet tronar Kristus intill Jungfru Maria och Johannes Döparen. Mosaik från 1100-talet.

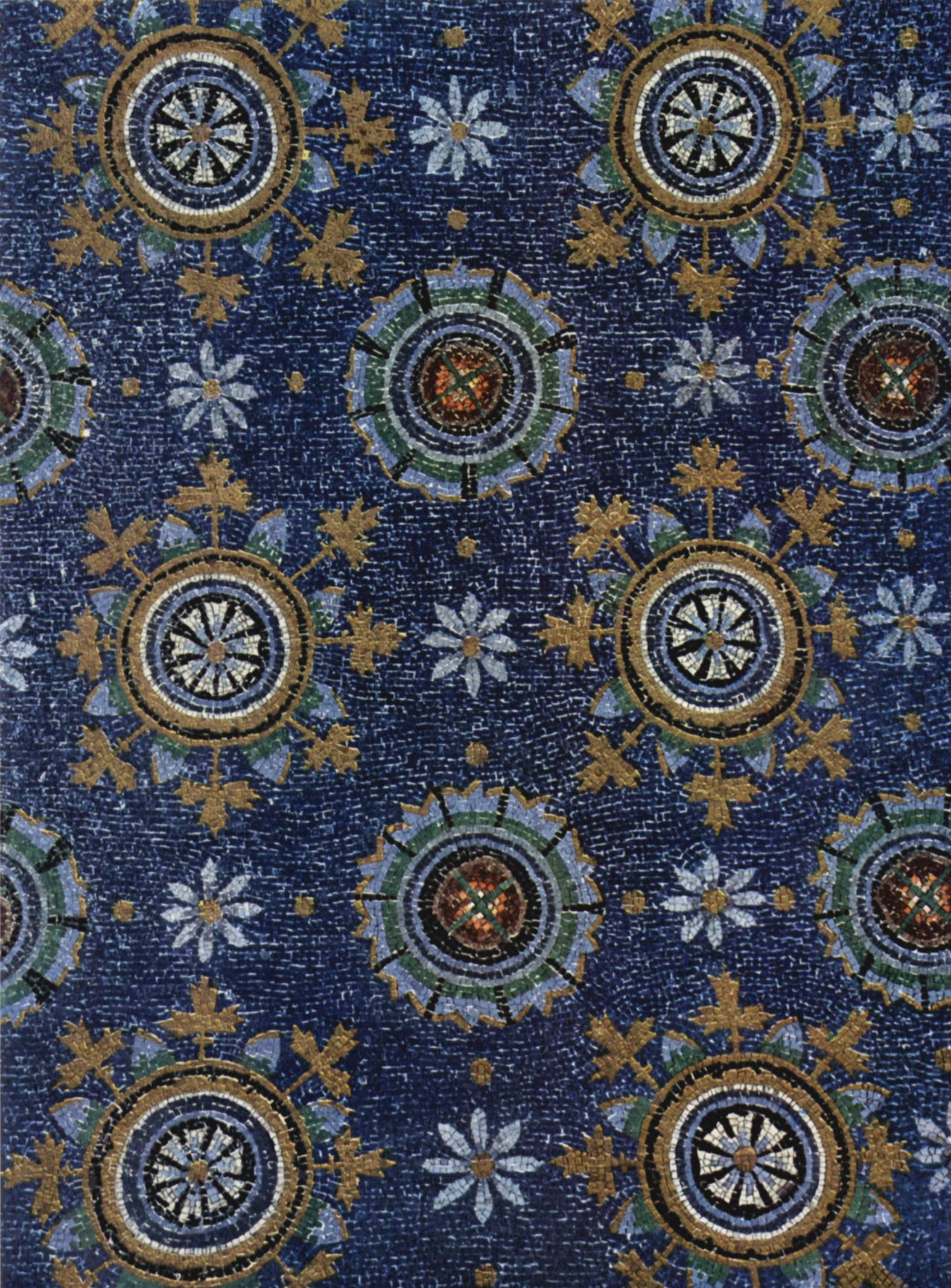
Takmosaik med orientaliska kännetecken i Galla Placidias mausoleum i Ravenna från 400-talet.

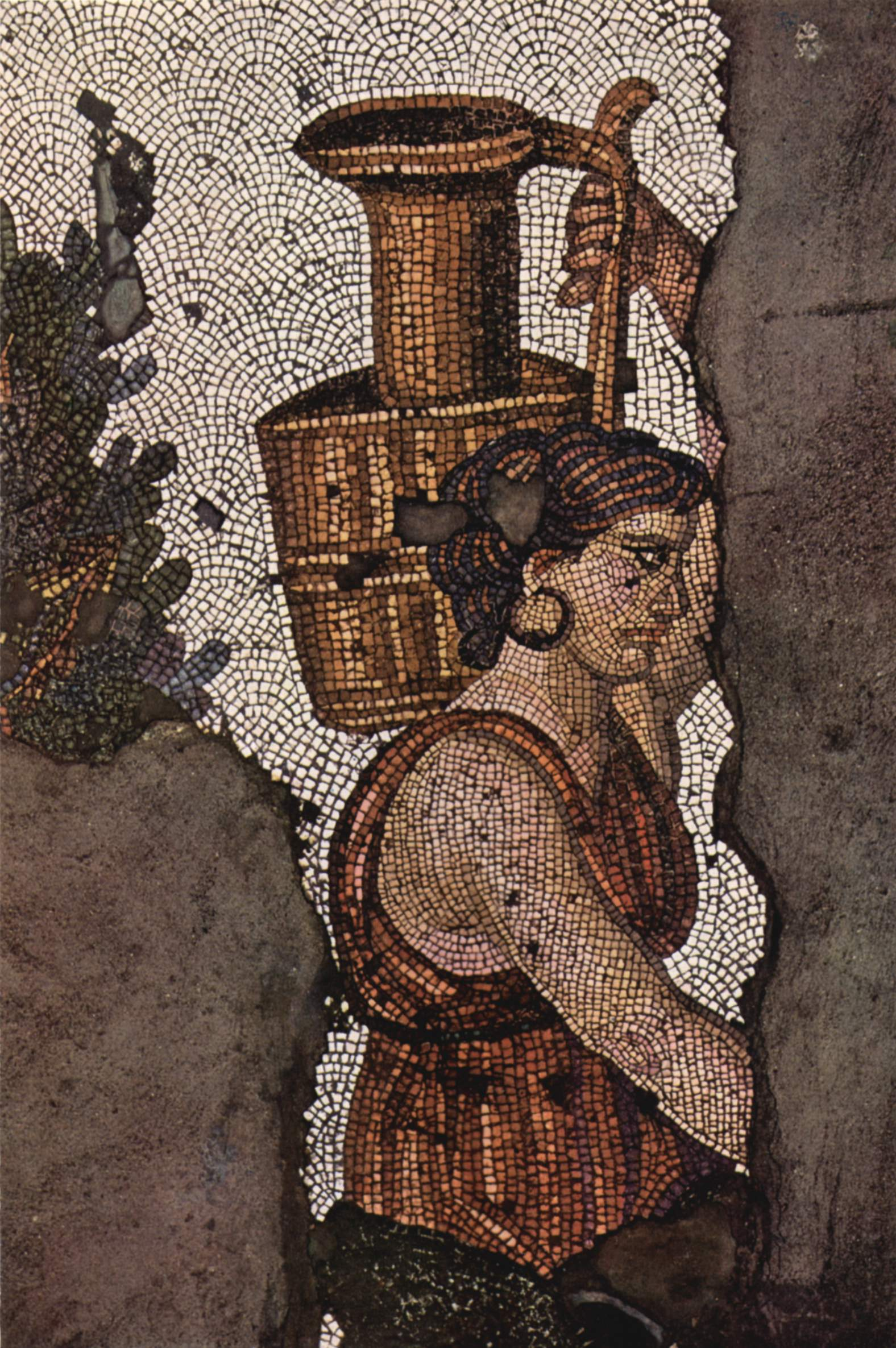
Kvinna med kruka, mosaikfragment från 400-talet. Ursprungligen i Stora palatset i Konstantinopel, idag i Mosaikmuseet, i Istanbul.

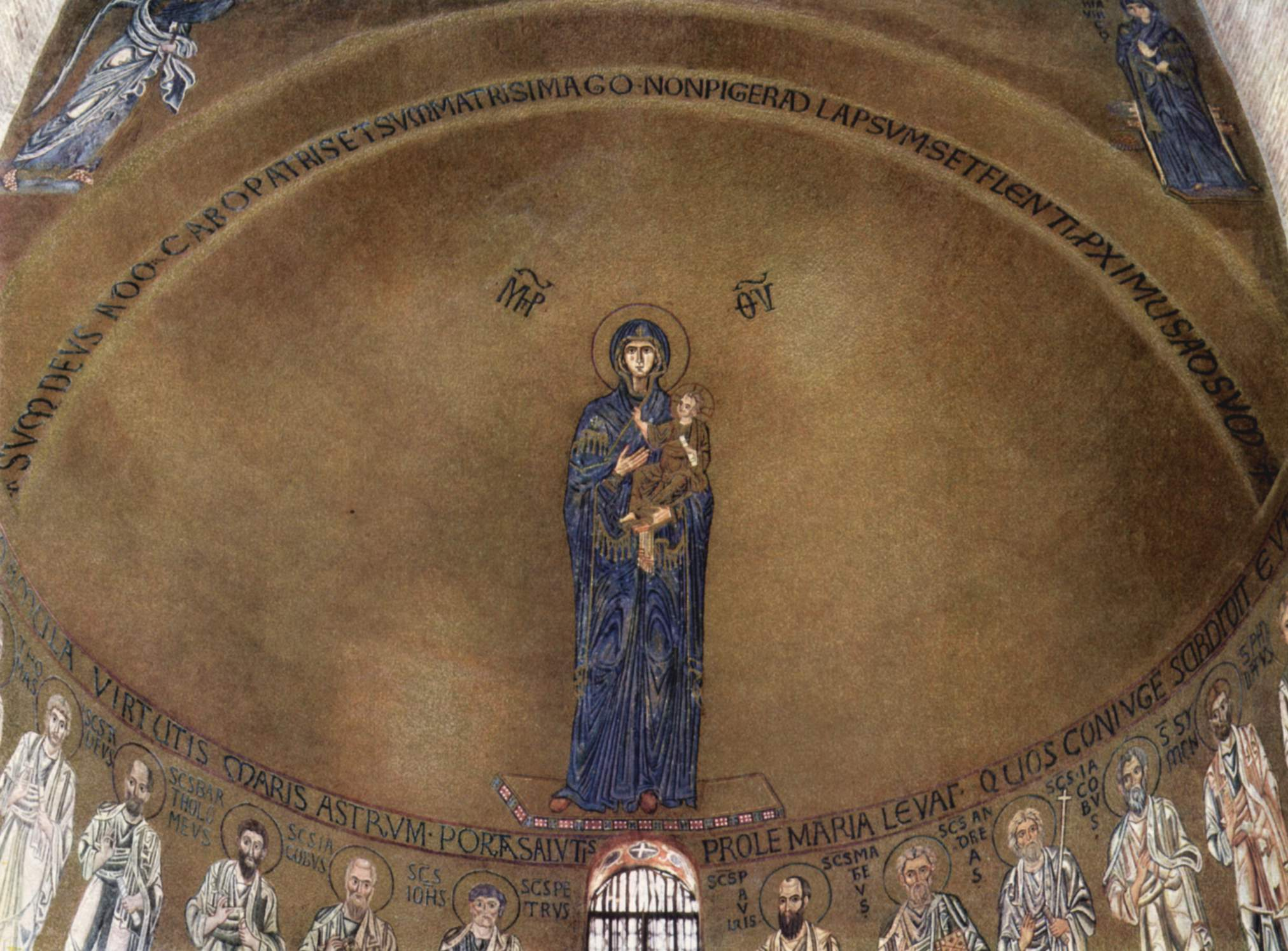
Madonnan och aposlarna, absidmosaik från Torcello nära Venedig från 1100-talets början.

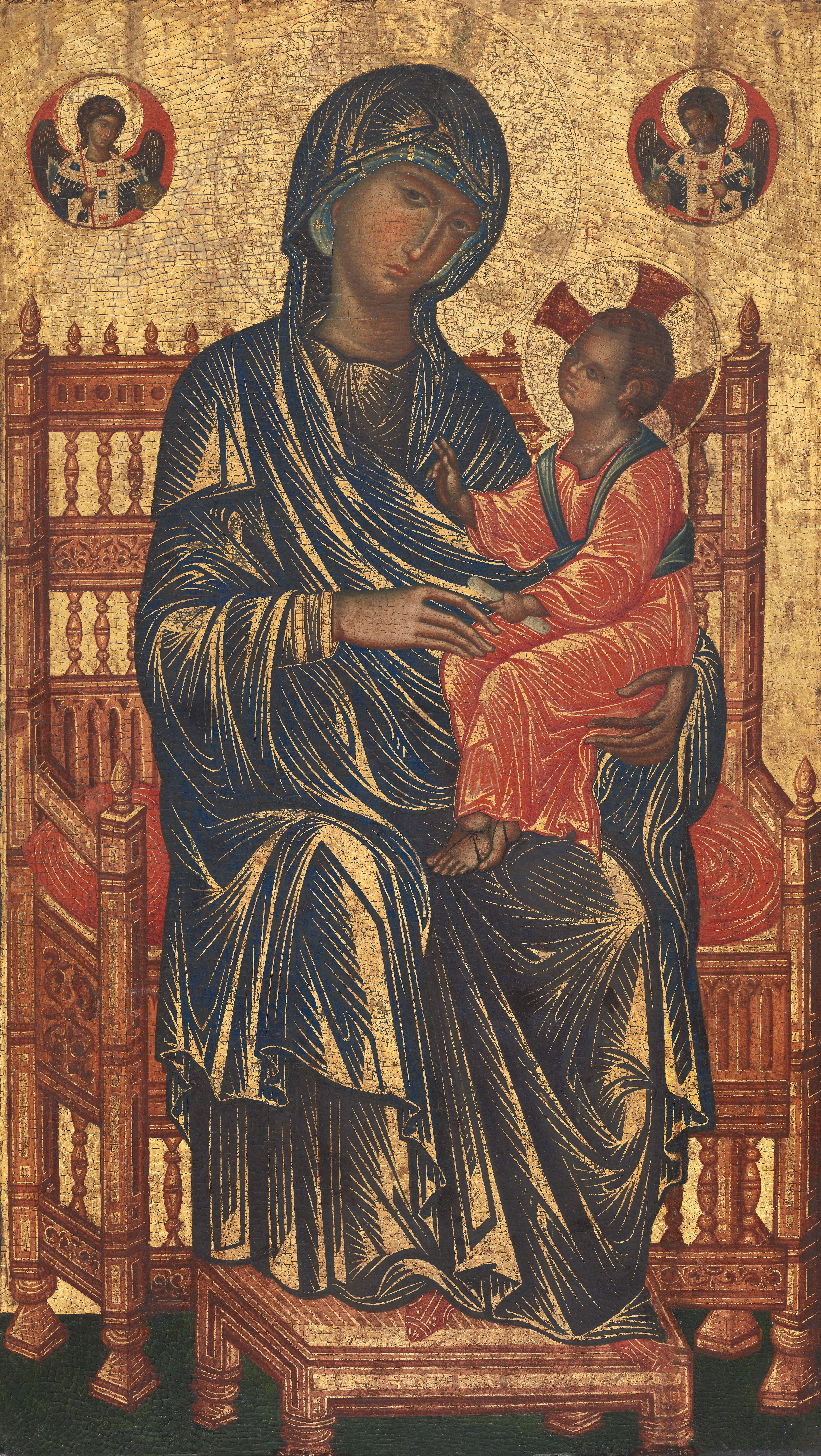
Tronande madonna från sent 1200-tal idag i National Gallery of Art, Washington D.C.
Denna ikon är ett exempel på det italienska inflytandet i den bysantinska världen.

Med bysantinsk konst avses vanligen den konst som producerades i Östrom och Bysantinska riket från Justinianus I:s regeringstid i mitten av 500-talet till Konstantinopels fall 1453.
Termen används även för samtida konst från stater som ingick i Bysans kulturella sfär utan att utgöra en del av det – som till exempel Bulgarien, Serbien och Ryssland – eller stater som visserligen utgjorde en del av den västeuropeiska kultursfären men starkt påverkades av det bysantinska riket – som till exempel Venedig.
Med bysantinsk konst avses ibland även den kristna konst som producerades i Osmanska riket efter 1453 och den obrutna, konstnärliga tradition som fortlevt i Grekland, på Balkan och i Ryssland och andra östligt ortodoxa länder in i våra dagar.
Mosaikerna i Sant'Apollinare in Classe i Ravenna i Italien räknas till några av den tidiga bysantinska konstens främsta kvarvarande verk. De mosaiker som idag finns att beskåda i Hagia Sofia (se illustration till höger) omnämns ofta som den sena, fullt utvecklade, bysantinska konstens förnämsta verk.

## Introduktion
Den bysantinska konsten, med sin kristna etik, växte fram ur den grekiska konsten, med sin klassiska, humanistiska etik. Även om den bysantinska konsten var grekisk både till språk och innehåll och detta arv kan skönjas i den bysantinska konsten åtminstone fram till 1453, skiljde den sig från antikens konst på flera viktiga punkter. Den klassiska konsten hyllade människan och människokroppen, den bysantinska konsten glorifierade Gud och, i synnerhet, hans son Jesus. 
Estetiskt innebar detta att den hellenistiska konstens dynamik och den romerska konstens realism, undanträngdes till förmån för det statiska och stiliserade med rötter i den orientaliska konsten.
Den nakna manliga kroppen hade stått i centrum för antikens konst sedan dess begynnelse och den kvinnliga kroppen sedan 300-talet f.Kr.. Den sexuella konservatism som kristendomen ärvde från judendomen innebar att nakenakten fullständigt försvann från konsten. I dess ställe blev Gud, Jesus Kristus, den Heliga Jungfrun samt helgon och martyrer den bysantinska konstens dominerande motiv. De viktigaste konstföremålen blev ikonerna: Bilder av Kristus, Jungfrun och helgon som tjänade som vördnadsföremål i ortodoxa kyrkor och privata hem.
Kristendomens seger innebar också att den naturalistiska avbildningen i konsten försvann. Detta tolkas ibland som en konstnärlig tillbakagång och onekligen gick den klassiska världens tekniska kunnande, i synnerhet inom skulpturen, förlorad då Bysans blev den kristna världens medelpunkt. Även den realistiska porträttkonsten förlorade den ställning den haft i den romerska konsten. Ingen kunde veta hur den bysantinska konstens huvudmotiv – Kristus, änglarna och martyrerna – sett ut i verkliga livet och den idealiserade bilden blev istället normerande. Även då porträtt av till exempel kejsaren och hovet utfördes, var det mer frågan om idealiserade framställningar än om verkliga porträtt och dessa porträtt kunde ibland vara till förväxling lika bilderna av Kristus, den Heliga Jungfrun och apostlarna. Porträttkonsten fick dock en återhämtning från och med 1100-talet som, enligt vissa konsthistoriker, påverkade renässansen i västra Europa.
För bysantinarna innebar den estetiska nyorienteringen absolut inte en konstnärlig tillbakagång från den klassiska, grekiska konsten. Enligt deras uppfattning ställdes den konstnärliga skicklighet, som tidigare skapat hedniska avgudabilder och tillfredsställt personlig fåfänga och sinnlig lusta, i den enda sanna religionens tjänst. Där de klassiska konstnärerna försökte avbilda den fulländade, mänskliga kroppen, eftersträvade de bysantinska konstnärerna att återge de kristna motivens inre, andliga natur. Den bysantinska konstens förenklingar och stiliseringar tjänade detta syfte mycket väl.
Den bysantinska konsten innebar visserligen en tillbakagång inom framför allt skulpturen, men inom många andra områden förvaltade och utvecklade det bysantinska riket den klassiska världens tekniska kunnande. Inom silver- och guldsmide, emalj- och ädelstensarbeten, samt textilkonst kunde den bysantinska konsten mäta sig med allt som den klassiska världen åstadkommit. Dessutom innebar mosaikerna och ikonerna att helt nya konstformer uppstod. Hagia Sofia var en arkitektonisk bedrift som överglänste den klassiska världen i såväl skala som prakt.

## Perioder

### Senantiken
Huvudartikel: Senantikens konst
Många av den bysantinska konstens kännemärken utkristalliserade sig redan i det romerska riket under 300-talet då den klassiska traditionen förlorade sin vitalitet och en östlig påverkan blev allt påtagligare.
Alexanders erövringar i öst hade grundlagt den första internationella kulturgemenskapen med många lokala variationer. De hellenistiska städerna drog till sig många heterogena kulturer med egna tusenåriga traditioner - liksom romarna förde hellenismen västerut förmedlade partherna den österut. Alla dessa lokala kulturer filtrerades genom den grekiska och mötte varandra. I till exempel staden Dura-Europos på Eufrats stränder frodades i omkring 500 år ett kosmopolitiskt samhälle där många språk talades sida vid sida; tempel, kyrkor och synagogor uppfördes intill varandra; och där ett antinaturalistiskt måleri uppstod som förebådade det bysantinska.
Då Konstantin omkring 300 e.Kr., hundra år efter Dura-Europos fall, övergick till kristendomen var det en judisk-hellenistisk religion han gjorde till statsreligion. Det romerska rikets politiska centrum var fortfarande Rom, men dess kulturella och religiösa centrum hade då länge funnits i rikets östra delar. Grundandet av Konstantinopel 324 innebar att den starka ställning som rikets östra delar länge haft officiellt erkändes. Åren efter Konstantinopels invigning år 330 behöll dock staden en romersk prägel. Påkostade kyrkor uppfördes, och dyrbar konst från hela den civiliserade världen samlades i staden. All denna konst var, liksom språket, titlarna och monumenten, senkomna manifestationer som hör hemma i antiken. Kristus gestaltades fortfarande som en grekisk yngling och apostlarna som grekiska filosofer.
Även om konsten i det tidiga Konstantinopel fortfarande var förankrad i den romerska hade en rad viktiga förändringar redan ägt rum. Den klassiska, grekiska konsten beskrev ett objektivt kosmos som bestod av ordning och förnuft; skönhet och harmoni. Den tidiga kristna konsten beskrev istället samma värld som en konflikt mellan ljus och mörker; mellan kropp, själ och ande. Den klassiska balansen fick steg för steg lämna plats åt en bildvärld där den mörka materien fick liv av det gudomliga ljuset; där symboler och allt mer invecklade mönster fick allt större betydelse.
Vid sidan av den hellenistiska ikonografin i Konstantinopel uppstod parallellt andra traditioner i Rom, Alexandria och Antiochia. (Se vidare: Koptisk konst, Armenisk konst.) När dessa städer föll - de två första för araberna och Rom för goterna - var Konstantinopels hegemoni ett faktum. Den bysantinska konsten stod dock i skuld till dessa alternativ till den hellenistiska. Till exempel hade de bysantinska ikonerna sina föregångare i fayyum-porträtten med sina intima relationer mellan motivet och betraktaren.

### Justinianus
Den bysantinska konstens första storhetstid sammanföll med Justinianus I:s regeringstid. Han blev den siste kejsaren som betraktade sig som den grekisk-romerska världens rättmätige härskare och han ägnade mycket av sin regeringstid till att återta Italien, Nordafrika och Spanien. Det var även Justinianus som lade grunden till den bysantinska traditionen att identifiera kejsaren som Guds ställföreträdare på jorden och därmed etablera den kejserliga absoluta överhögheten. I detta syfte använde han statens lagar för att påtvinga alla undersåtar sina religiösa doktriner. Dessutom förstärkte han den kejserliga prakten genom ett ambitiöst arkitektoniskt program som inkluderade Hagia Sofia och Apostlakyrkan i Konstantinopel och San Vitale i Ravenna.
Under Justinianus I:s regeringstid 527–565 kom det romerska arvet att trängas undan av den grekiska kultur som fört en egen tillvaro i skuggan av den romerska konsten sedan den hellenistiska storhetstiden på 300-talet f.Kr. Denna första särpräglat bysantinska konst emanerade från det bysantinska kejsarhovet och blev dominerande främst i det bysantinska kärnområdet på Balkan och i Mindre Asien, men fick stor betydelse även i områden utanför det egentliga bysantinska riket, till exempel i Italien och i Nubien där konst i bysantinsk stil blev normgivande under långa perioder.
I Konstantinopel var den kejserliga och kyrkliga makten tätt sammanvävda, och kejsaren kunde till och med ta Kristus plats i bildkonsten. Ingen konst kunde existera utanför den ortodoxa kyrkans jurisdiktion, och den konst som producerades återspeglade kulten som gestaltade Guds närvaro och Kristi inkarnation.
Guds närvaro i kyrkorummet gestaltades framför allt genom den förgyllda kupolen som placerades ovanpå antingen en treskeppig eller en korsformad kyrkoplan. Det främsta uttrycket för detta är utan tvekan Hagia Sofia, en korskyrka med enorm kupol som uppbars av ett strävsystem som inte syntes från kyrkosalen och tycktes sväva fritt.
Kristusgestalten liknade i den fornkristna konsten den unga Apollon i klassisk grekisk skepnad. Under Justinianus fick denna antika bilduppfattning dela kyrkorummet med Kristus Pantokrator - en i grund och botten orientalisk gudsbild där en bröstbild av Kristus intog solens plats i universums mitt. Detta manifesterades i till exempel de mosaikklädda kupolerna där Kristus nu framträdde stiliserat och frontalt i kolossalformat på guldgrund.
Övergången mellan de två Kristusbilderna är extra tydlig i Italien. I Galla Placidias mausoleum i Ravenna och i basilikan Santa Maria Maggiore i Rom framträder de kristna gestalterna mot ett realistiskt landskap på himmelsblå grund. I Sant'Apollinare Nuovo i Ravenna återfinns både den unge fåraherden och den äldre, gudomlige himmelsgestalten.
När den bysantinska konsten började täcka kupoler, valv och svicklar med mosaiker blev konstnärerna tvungna att förvränga gestalternas proportioner för att de sedda från golvet skulle te sig välproportionerade. Med tiden kom dessa långsmala proportioner att överföras till ikonerna, och den klassiska proportionsläran försvann med tiden helt.

### Ikonoklasmen
Den justinianska guldåldern följdes av en tillbakagång sedan de flesta av Justinianus erövringar gått förlorade och riket hotades av invasioner av avarer, slaver och araber under 600-talet. Men även Konstantinopel plågades av religiösa och politiska konflikter. Islams uppkomst fick stor betydelse för den bysantinska konsten eftersom många kristna accepterade den muslimska doktrinen som betraktade avbildningar av människor som hädiska. Då Leo III 730 bannlyste bilder av Jesus, Maria och helgonen innebar det början på ikonoklasmen som, med flera avbrott, varade fram till 843. Detta sekellånga bildförbud sammanföll med en politisk och militär kris. Perioden innebar därför en konstnärlig tillbakagång eftersom ikonmåleriet förbjudits och krigen stod i vägen för alla större byggnadsföretag. Mosaiker från perioden lånade blomster- och andra motiv från den arabiska och den persiska konsten.
Ikonerna var från början avsedda för undervisning eller som ren dekoration. De innebar emellertid att bildkonsten från kyrkorummet antog en intimare skala, och de blev snabbt föremål för vördnad och började behandlas som reliker. Detta ledde fram till bildstriden, ikonoklasmen, 730–843. Den innebar först att både ikonerna och vördnaden av dem förbjöds men slutade med att bilderna åter blev tillåtna men vördnad av dem fortsatte att vara förbjuden. För den bysantinska konsten innebar ikonoklasmen en lång tid av nedgång - det bysantinska riket som hade omfattat större delen av det gamla romerska riket omfattade i slutet av 800-talet bara delar av Grekland och Mindre Asien(Turkiet).

### Makedonsk renässans
Med Basileios I:s tronbestigning 867 inleddes en ny blomstringstid i den bysantinska konstens historia, kallad makedonsk renässans, som varade till 1055. Sedan den militära situationen stabiliserats uppfördes återigen nya kyrkor och en konsekvens blev att de bysantinska mosaikerna standardiserades parallellt med ett pånyttfött intresse för klassiska motiv och mer sofistikerad teknik i återgivandet av människokroppen.
Den ortodoxa kyrkan bröt nu fullständigt med den katolska och utvecklade ett helt eget bildprogram i kyrkorna. Kristus Pantokrator fanns kvar i kupolen som universums skapare och omgavs nu av änglar, därunder återfanns apostlar, patriarker och martyrer och nere i själva kyrkorummet gudsmodern Maria. Hela hierarkin återupptogs i ikonostasen, den ikontäckta väggen som skiljer församlingen från altarrummet. Detta schema återfinns fortfarande i de ortodoxa kyrkorna.
Den största bevarade samlingen mosaiker från den makedonska perioden finns idag i klostret Hosios Lukas vid Delfi utanför Aten. Den bysantinska konsten fick sin största spridning under den så kallade makedonska dynastin.

### Den komnenska guldåldern

#### 1000–1204
De makedonska kejsarna följdes av den komneniska kejsardynastin som grundades av Alexios I 1057. Det bysantinska riket var inte längre en stormakt – efter slaget vid Manzikert 1071 förlorades större delen av de östliga territorierna till de seldjukiska turkarna – men de komneniska härskarna understödde aktivt konstens utveckling som under deras beskydd utvecklades mot starkare humanism och sinnesrörelse. Teman som Jungfru Maria med barnet och Threnos (klagosång över Kristus kropp) blev vanligare liksom naturalistiska porträtt av kejsarna.
De finaste konstverken från denna period återfinns utanför själva det bysantinska riket: San Marco-basilikan i Venedig som påbörjades 1063 följer samma grundplan som den nu förstörda Apostlakyrkan i Konstantinopel. San Marco återspeglar således den justinianska perioden samtidigt som venetianarnas vana att lägga beslag på allt de kom åt har gjort basilikan till ett enastående museum över den bysantinska konsten.

### Den paleologiska guldåldern

#### 1261–1453
Åtta hundra års bysantinsk kultur fick ett snöpligt slut då det fjärde korstågets riddare plundrade Konstantinopel 1204, en katastrof som det bysantinska riket aldrig återhämtade sig ifrån. Visserligen återerövrades staden 1261 men riket förblev en liten och svag statsbildning som bara omfattade det grekiska fastlandet, öarna i Egeiska havet och några kantoner i Mindre Asien.
Trots denna olyckliga tid innebar den paleologiska dynastin, som inleddes med Mikael VIII:s trontillträde 1259, en ny guldålder för den bysantinska konsten. En viktig påverkan från denna period var det kulturella utbytet mellan bysantinska och italienska konstnärer. I takt med att de tidigare började intressera sig för landskap och pastorala scener tog det Italien-inspirerade freskmåleriet det traditionella mosaikernas plats.
Kapelliknande kyrkor byggs i Grekland med dekorativa tegelarrangemang i fasaden. Venedig för vidare "det grekiska arvet".

### Postbysantinsk konst
Den bysantinska eran tog slut med Konstantinopels fall 1453. Det bysantinska arvet fortlevde dock och spreds med den ortodoxa kyrkan till Bulgarien, Serbien, Rumänien och framför allt Ryssland som blev den ortodoxa världens centrum sedan den osmanska erövringen av Balkan.
Även i det osmanska riket fortlevde den bysantinska traditionen i form av ikonmåleri och andra konstformer i liten skala.
Under Peter den store påverkades det ryska ikonmåleriet av västeuropeiska förebilder.

## Galleri

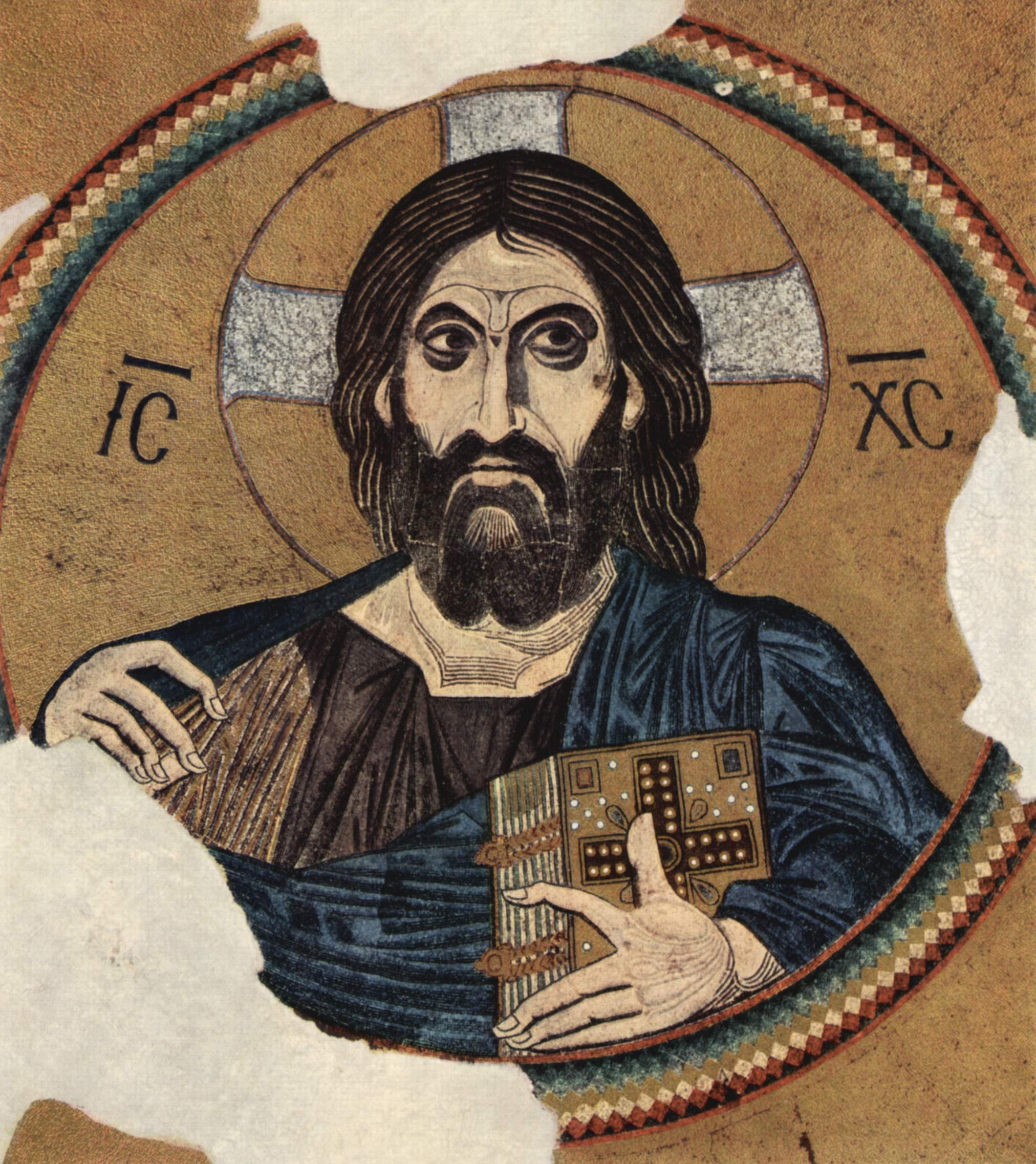
Pantokrator, Kristus som allhärskare. Kupolmosaik från klosterkyrkan i Daphni i Grekland från 1100-talet.
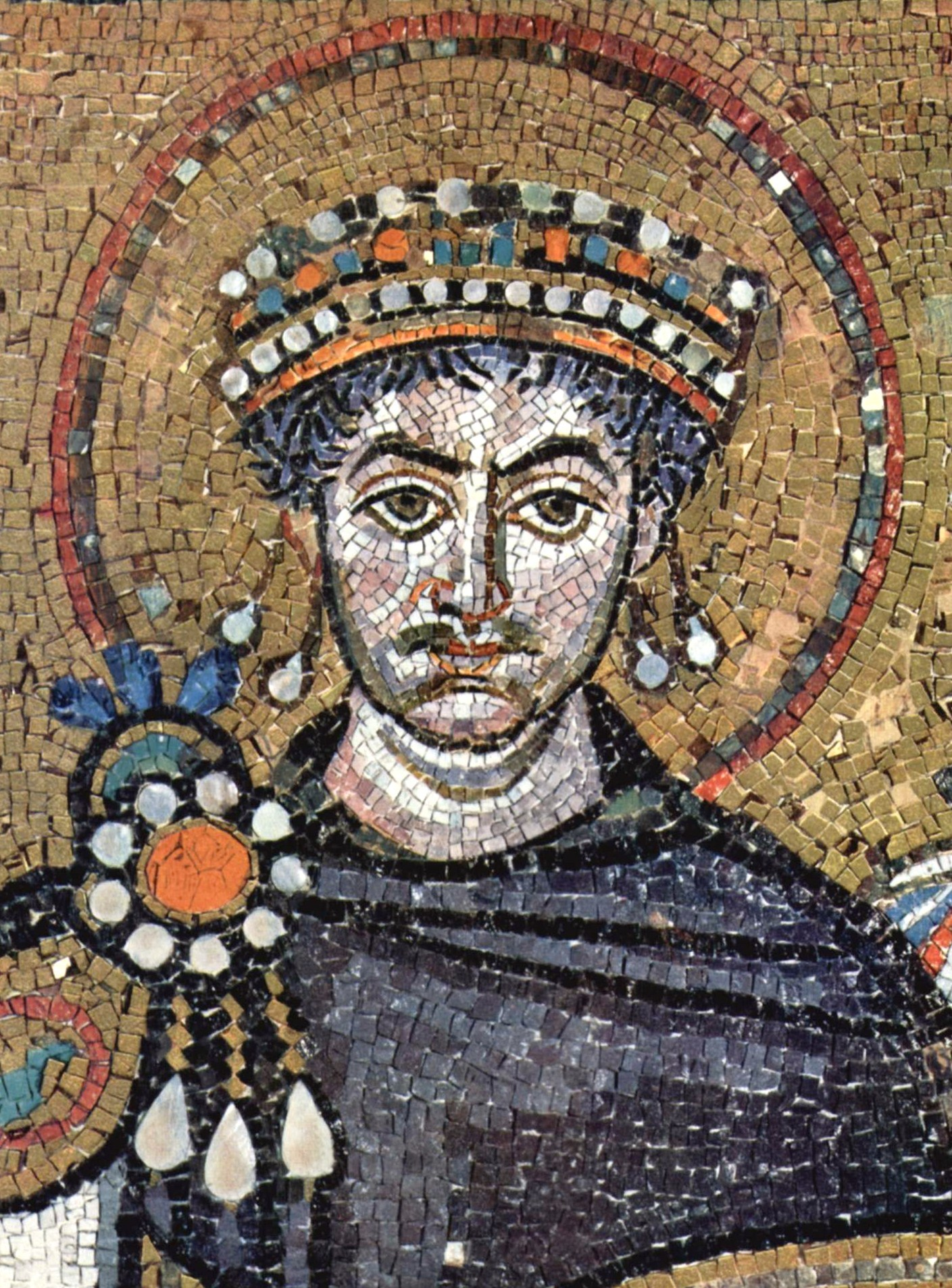
Mosaikporträtt av Justinianus I i koret i San Vitale i Ravenna från 547.
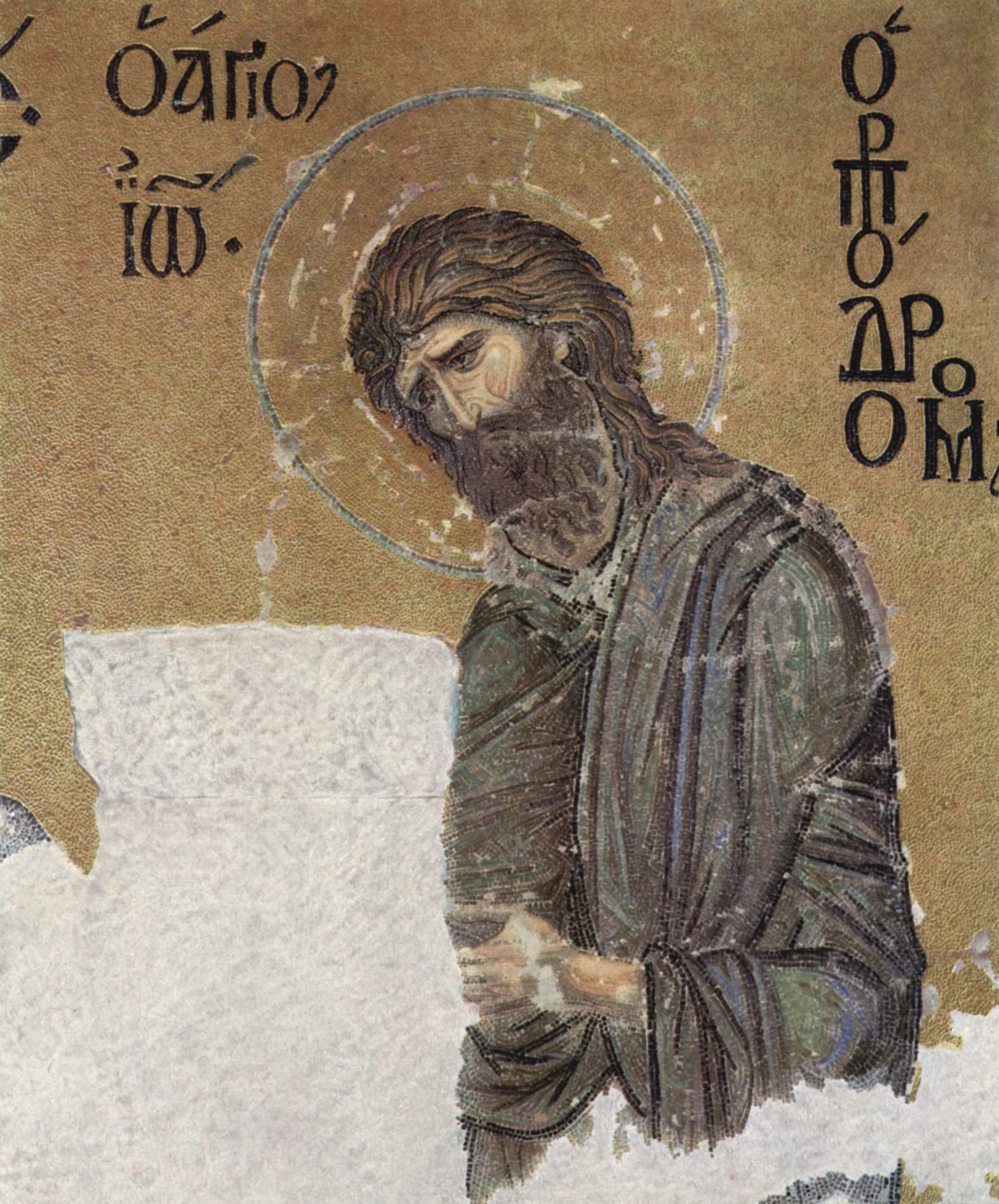
Deisis, detalj av Johannes Döparen, mosaik från Hagia Sofia från 1100-talet.
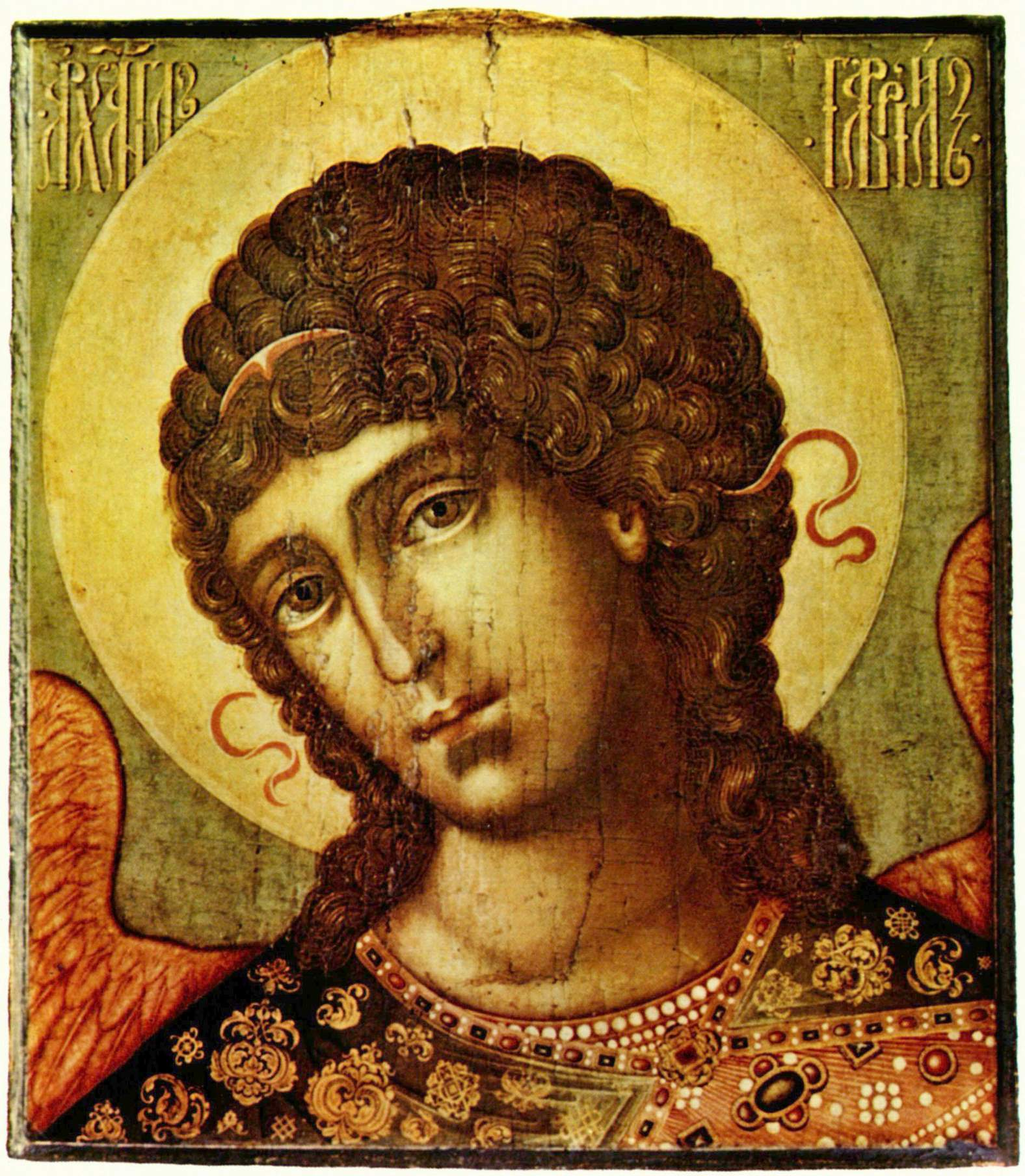
Ärkeängeln Gabriel, rysk ikon från 1600-talet.